# Pilar López Júlvez
Pilar López Júlvez (San Sebastián, 4 de junio de 1912 - Madrid, 25 de marzo de 2008) fue una bailarina y coreógrafa española.

## Biografía
Su familia residía en Madrid, lugar donde pasó la niñez. Era hermana mayor suya La Argentinita, a quien ofreció en Santander un homenaje con solo cinco años.
Tomó clases de piano y solfeo, y en el Teatro Romea conoció a Pastora Imperio y Amalia Isaura, entre otros artistas de la época. En 1923, con once años, inició su carrera de forma independiente. Trabajó en el Teatro Romea, en el Teatro de La Latina y el Teatro Principal, cosechando éxitos. Junto al bailaor Rafael Ortega "Rafaé" representó un espectáculo propio en el Teatro de La Comedia.
En 1933 trabajó por vez primera con su hermana en Cádiz donde se estrenaba la obra de La Argentinita, El amor brujo de Manuel de Falla. A partir de entonces ambas hermanas iniciaron juntas una nueva carrera profesional, siendo Pilar la segunda bailarina de la compañía.
Tras recorrer España, prosiguieron sus actuaciones en París en el Teatro de Champs Elysées y recorrieron América. Hasta mediada la Segunda Guerra Mundial viajaron varias veces a Buenos Aires, México, Centroamérica, Orán y París. En 1943 estrenaron en Nueva York El Café de Chinitas, en el Metropolitan Opera House. Con el éxito cosechado recorrienron Estados Unidos: Washington D. C., Boston, San Francisco y otras grandes ciudades norteamericanas.
En 1945, la muerte de su hermana, La Argentinita, llevó a Pilar a disolver la compañía. Tardó un año en regresar a los escenarios, ya con una compañía propia integrada por prestigiosos bailaores como José Greco o Manolo Vargas, guitarristas como Ramón Montoya y figuras como Pastora Imperio, que se incorporó en algunas representaciones. Estrenó en esta época Pepita Jiménez, el Boléro de Ravel, una nueva versión de El Café de Chinitas, El sombrero de tres picos y otras composiciones de autores como Chueca o Enrique Granados. De nuevo salió de España y recorrió Europa y América (París, Edimburgo, Helsinki, Estocolmo, Lisboa, Buenos Aires, Caracas).
Mientras sigue en su febril actividad, amplió el repertorio en los finales de los 40 y durante la década de los 50: Capricho Español, de Nikolái Rimski-Kórsakov, Puerta de Tierra, Triana, El Polo y Rumores de la Caleta de Isaac Albéniz, La zapatera y el embozado de Jesús García Leoz y Ballet de Alberto Torres, en una adaptación de personajes de la obra poética de Federico García Lorca, además de otras adaptaciones coreográificas, entre las que destacó Madrid flamenco.
En los años 60 se incorporaron como bailarines Mario Maya y Antonio Gades, reforzando una compañía en constante ascenso. Los años 70 representaron la culminación de la fama de Pilar López. El repertorio se amplió con obras de Georges Bizet, y también la geografía de las representaciones que van desde Londres a Japón y Oriente Medio.
Entre sus numerosas condecoraciones y premios destaca la Medalla de Oro del Círculo de Bellas Artes, la Cruz y el lazo de dama de la Orden de Isabel la Católica, el Compás del Cante 1989, otorgado por la Fundación Cruz Campo.  Y otros  reconocimientos, sobre todo en América y Francia.